# آلفورد ولش
آلفورد تی. ولش (به انگلیسی: Alford T. Welch) پروفسور رشته الهیات در دانشگاه میشیگان است. ولش مدرک دکترای خود را در سال ۱۹۷۰ میلادی در رشته زبان عربی و مطالعات اسلامی در دانشگاه ادینبورگ در اسکاتلند گرفت.